# Electronic
Gli Electronic sono stati un supergruppo britannico formato dal cantante/chitarrista Bernard Sumner (dei New Order) e dal chitarrista Johnny Marr (degli Smiths). Hanno co-scritto la maggior parte della loro produzione tra il 1989 e il 1998, collaborando con Neil Tennant e Chris Lowe, dei Pet Shop Boys, su tre tracce nei loro primi anni, e con l'ex membro dei Kraftwerk Karl Bartos su nove canzoni nel 1995.

## Storia del gruppo e discografia
Il progetto Electronic ottenne subito un buon successo con il primo singolo Getting away with it (1989, numero 12 UK).
Malgrado Tennant abbia lavorato gran parte dell'anno successivo al quarto album dei Pet Shop Boys Behaviour, nel 1991 esce il primo album della band intitolato appunto Electronic, che si piazza al secondo posto nel Regno Unito e dal quale sono tratti i tre singoli Get the message, Tighten up e Feel every beat. Tra le numerose collaborazioni all'album d'esordio vi è anche quella (come autore e tastierista in The patience of a saint) di Chris Lowe, tastierista e autore, con Tennant, dei Pet Shop Boys.
Il 1992 è l'anno del singolo Disappointed (numero 6 in UK), sempre scritto da Tennant, Sumner e Marr che da qui in poi si cimenta anche alle tastiere e come produttore, oltre che come di consueto alla chitarra. Il brano viene inoltre incluso nella colonna sonora del film Cool World.
Dopo il picco di popolarità ottenuta nel primo triennio, noto anche che tutti e tre i componenti della band sono nel frattempo impegnati nei loro principali progetti ed in numerose altre collaborazioni, seguono quattro anni di silenzio. Tra il 1996 e il 1999 gli Electronic, senza Neil Tennant che si dedica a tempo pieno ai Pet Shop Boys, tornano a far parlare di sé sostituendo Tennant con l'ex Kraftwerk Karl Bartos e pubblicando prima l'album Raise the pressure, da cui vengono tratti quattro singoli (Forbidden city arriva al numero 14 della classifica del Regno Unito) e poi Twisted tenderness contenente gli ultimi quattro singoli del gruppo, di cui però nessuno entra nella top 15 britannica. Collabora, tra gli altri, anche Astrid Williamson come corista.
Nel 2006 c'è ancora tempo per la pubblicazione del greatest hits Get the Message – The Best of Electronic, ultima pubblicazione del duo Sumner-Marr.
Tra le personalità musicali che hanno partecipato e contribuito al lavoro degli Electronic figurano il bassista Guy Pratt, il produttore Stephen Hague, americano ma legato alle fortune di molti gruppi britannici, e il mix engineer Mike "Spike" Drake.

## Discografia
- 1991 - Electronic
- 1996 - Raise the Pressure
- 1999 - Twisted Tenderness